# Brezina (El Bayadh)
Brezina (în arabă بريزينة) este o comună din provincia El Bayadh, Algeria.
Populația comunei este de 12.468 de locuitori (2008).